# إليعازر ليبسكي
إليعازر ليبسكي (بالإنجليزية: Eleazar Lipsky)‏ (6 سبتمبر 1911، ذا برونكس في الولايات المتحدة - 14 فبراير 1993، نيو هيفن في الولايات المتحدة)؛ كاتِب، سيناريست، محامي وروائي أمريكي. درس في جامعة كولومبيا.

## روابط خارجية
- إليعازر ليبسكي على موقع IMDb (الإنجليزية)
- إليعازر ليبسكي على موقع أول موفي (الإنجليزية)
- إليعازر ليبسكي على موقع قاعدة بيانات الأفلام السويدية (السويدية)
- إليعازر ليبسكي على موقع قاعدة بيانات الفيلم (الإنجليزية)
- إليعازر ليبسكي على موقع كينوبويسك (الروسية)